# Cuspidaria pellucida
Cuspidaria pellucida är en musselart som beskrevs av William Stimpson 1853. Cuspidaria pellucida ingår i släktet Cuspidaria och familjen Cuspidariidae. Inga underarter finns listade i Catalogue of Life.